# Pentopetia astephana
Pentopetia astephana är en oleanderväxtart som beskrevs av Klack.. Pentopetia astephana ingår i släktet Pentopetia och familjen oleanderväxter. Inga underarter finns listade i Catalogue of Life.